# Elementary OS
elementary OS je Linux distribucija zasnovana na Ubuntu LTS izdanju. Promoviše se kao "dobro osmišljena, sposobna i etička" zamena za macOS i Windows. Korisnici mogu da plate koliko žele za ovu distribuciju, što znači da može da se preuzme i besplatno. Operativni sistem, desktop okruženje (zvano Pantheon) i prateće aplikacije se razvijaju i održavaju od strane Elementary, Inc., kompanije koja stoji iza elementary OS projekta.

## Dizajn filozofija
Preporučene smernice za dizajn elementary OS projekta usmerene su na neposrednu upotrebnu sa blagom krivuljom učenja umesto na celokupno prilagođavanje samog operativnog sistema. Tri glavna pravila koja su postavili programeri su "konciznost", "pristupačno podešavanje" i "minimalna dokumentacija".
Od svog osnutka, elementary OS je i hvaljen i kritikovan za svoj dizajn. Wired je rekao da blisko podseća na macOS i vizuelno i u korisničkom iskustvu. Programeri elementary OS-a tvrde da su bilo kakve sličnosti nenamerne.
Pantheon-ova glavna ljuska je čvrsto integrisana sa ostalim elementary OS aplikacijama, poput Plank-a (dok), Web (veb pregledač zasnovan na GNOME Web-u) i Code (jednostavan uređivač teksta). Ova distribucija koristi Gala kao svoj menadžer prozora koji je zasnovan na Mutter-u.

## desktop okruženje
desktop okruženje zasnovano je na GNOME komponentama, poput GTK, GDK, Cairo, GLib, (uključujući GObject i GIO), GVfs, Vala i Tracker. Ovo desktop okruženje omogućava više radnih prostora za organizovanje radnog toka korisnika.
Pantheon aplikacije koje su dizajnirane i razvijene od strane Elementary-a su:
- Greeter: menadžer sesija zasnovan na LightDM-u
- : menadžer prozora
- : gornji panel, sličnih mogućnosti kao i gornji panel u GNOME ljusci
- : pokretač aplikacija koji se nalazi u Wingpanel-u
- : dok (na kojem je zasnovan Docky)
- : podešavanja, tj. kontrolna tabla
- : imejl-klijent programiran u Vala programskom jeziku i zasnovan na WebKitGTK-u
- : kalendar
- : plejer audio datoteka
- : uređivač teksta sa osvrtom na kod, poredljiv sa gedit-om i leafpad-om[15]
- : emulator komandne linije
- (ranije poznat kao Marlin): menadžer datoteka
- : instaler razvijen u partnerstvu sa System76-om.[16][17][18]

Brajan Landjuk sa Network World-a napisao je da je Pantheon desktop okruženje, srž elementary OS-a, jedno od najboljih u 2016. godini. Pantheon je dostupan i na GeckoLinux distribuciji kao desktop okruženje u razvoju. Pored svoje x86 verzije, Elementary nudi i razne eksperimentalne verzije koje rade na ARM uređajima poput Pinebook Pro-a i Raspberry Pi 4.

## Razvoj
distribucija je u početku bila set tema i aplikacija dizajniranih za Ubuntu da bi kasnije postala svojevrsna Linux distribucija. Kompatibilna je sa Ubuntu repozitorijumima i paketima. Pre verzije 0.4 Loki"Loki", koristila je Ubuntu prodavnicu aplikacija da upravlja instalacijom i deinstalacijom softvera. Nakon objavljivanja "Loki" izdanja, Elementary je razvio svoju prodavnicu aplikacija zvanu AppCenter čiji je korisnički interfejs dizajniran da bude jednostavan novim korisnicima i da ne koristi mnogo sistemskih resursa.
elementary OS zasniva se na Ubuntu-evom izdanju sa produženom podrškom koje Ubuntu programeri održavaju i ažuriraju radi otklanjanja bagova i poboljšavanja bezbednosti u periodu od nekoliko godina, čak iako u međuvremenu počne razvoj sledećeg izdanja.
Osnivačica elementary OS-a, Danielle Foré, rekla je da projekat nije dizajniran da se takmiči sa već postojećim softverom otvorenog koda, već da proširi njihov domet.  Takođe nastoji da zaposli programere koji rade na otvorenom kodu putem nagrada za određene zadatke. Od  izdanja iz 2016. godine, 17.500$ nagrada je sakupljeno.

### 0.1
Prva stabilna verzija elementary OS-a je Jupiter koja je objavljena 31. marta 2011. i zasnovana na Ubuntu 10.10 izdanju.

### 0.2
U novembru 2012. prva beta verzija elementary OS Luna izdanja je objavljena i zasnovana je na Ubuntu 12.04 LTS izdanju. Druga beta verzija  izdanja objavljena je 6. maja 2013. sa više od 300 ispravljenih bagova i nekoliko promena, poput poboljšane podrške za više jezika i više monitora i aplikacije su ažurirane. 7. avgusta 2013. pojavilo se odbrojavanje do 10. avgusta 2013. na zvaničnom veb-sajtu. Druga stabilna verzija elementary OS-a, Luna, objavljena je tog istog dana, uz kompletan redizajn elementary OS veb-sajta.

### 0.3
Ime treće stabilne verzije elementary OS-a, Isis, predloženo je u avgustu 2013. od strane voditeljke projekta, Danielle Foré. Kasnije je promenjeno u Freya kako bi se izbegla povezanost sa terorističkom grupom ISIS.  Zasnovana je na Ubuntu 14.04 LTS izdanju koje je objavljeno u aprilu 2014. Prva beta verzija  izdanja objavljeno je 11. avgusta 2014. Druga beta verzija  izdanja objavljena je 8. februara 2015. Krajnja verzija objavljena je 11. aprila 2015. godine nakon što se na veb-sajtu osam dana ranije pojavilo odbrojavanje.
Freya izdanje preuzeto je 1.2 miliona puta. U skladu sa Elementary-ovim ciljem da proširi domet softvera otvorenog koda, 73 posto Freya preuzimanja urađeno je sa operativnih sistema zatvorenog koda.
2015. elementary OS programeri su izmenili stranicu za preuzimanje tako da je novčana vrednost uneta kao podrazumevana pre pružanja direktnog HTTP linka za trenutno stabilno izdanje. Uprkos činjenici da korisnik može da unese bilo koju cifru, ili da ne unese ništa (tačnije 0), odluka je viđena kao kontroverzna jer se takve prakse ne poklapaju sa FOSS-ovom filozofijom distribucije. Tim elementary OS-a odbranio je svoj potez rekavši da "oko 99.875% korisnika preuzima distribuciju bez plaćanja" i da je takva praksa neophodna za održanje razvoja distribucije.
U jednoj recenziji svih Linux distribucija, Linux.com ocenio je elementary OS kao najlepšu distribuciju početkom 2016. godine. Recenzent je istakao dizajnersku prošlost programera, uticaj Mac OS X-a i njihovu filozofiju prioritizovanja strogih dizajn pravila i aplikacija koje poštuju ista.

### 0.4
0.4, izdanje poznato po svom kodnom imenu "", objavljeno je 9. septembra 2016. godine.  izdanje zasnovano je na Ubuntu-evom izdanju sa produženom podrškom objavljeno ranije iste godine i na ažuriranom jezgru (4.4).}} Loki ima poboljšanu integraciju sistemskih obaveštenja i dodati su novi standardni programi. Korisnici su mogli da podese način prikazivanja obaveštenja. Novi indikatori na menu bar-u su od sada prikazivali informacije sa obaveštenja—poput naslova imejla—umesto generičkog obaveštenja. Dodata je i podrška za online naloga za Last.fm i FastMail za ceo operativni sistem, uz podršku za druge servise još u razvoju.
U Loki izdanju zamenjen je Midori veb-pregledač sa Epiphany-em, veb-pregledačem zasnovanim na WebKit2 tehnologiji sa boljim performansama. Nakon što je Yorba fondacija, koja je razvila Geary imejl-klijent, raspuštena, elementary OS napravio je nov imejl-klijent zasnovan na Geary-u, uz nove integracije i vizuelne promene. U jednoj od novih funkcija, korisnici su mogli da opišu događaje prirodnim jezikom i da kalendar interpretira i stavi u tačno vreme i sa tačnim opisom.
elementary OS napravio je i svoju prodavnicu aplikacija koja olakšava procese instaliranja i ažuriranja aplikacija. Osnivačica projekta Danielle Foré nazvala je AppCenter kao najvećom promenom u Loki izdanju i osvrnula se na brzinu u poređenju sa drugim metodama instaliranja softvera i na prednosti nekorišćenja Ubuntu-ovih alata za nadogradnju.  programeri dobili su 9.000$ u nagradama tokom razvoja—skoro pola od celokupnog iznosa doniranih sredstava za projekat.
Džek Volen sa Linux.com-a ocenio je Loki izdanje kao najelegantnija i najbolje dizajnirana Linux distribucija. Pohvalio je i promene veb-pregledača i prodavnice aplikacija kao značajne promene, rekavši da je novi imejl-klijent "preko potreban dah svežeg vazduha" u zastajalom polju. Volen je pretpostavljao da će već postojeći korisnici da cene Loki-jevu dovršenost i da će novi korisnici videti Loki izdanje kao savršen uvod u Linux. Brajan Landjuk sa Network World-a pohvalio je Loki-jeve performanse, upotrebljivost, dovršenost i jednostavan proces instalacije, ali smatra da više odgovara novim Linux korisnicima umesto već postojećim.
Tim elementary OS-a dobio je veliku donaciju od nepoznatog donatora početkom avgusta 2018. Ova donacija omogućila je timu da zaposli još jednog stalog zaposlenog i da prošire dugoročnost projekta.

### 5.0
5.0, izdanje poznato po svom kodnom imenu "", objavljeno je 16. oktobra 2018. Izmenjen je način plaćanja u AppCenter-u, uvedena je Night Light funkcija koja prilagođava boju ekrana uveče, uvedeno je stavljanje prozora u ćoškove kao i još nekoliko novih funkcija za Pantheon desktop okruženje i elementary OS aplikacije. Ugrađena je i nova Housekeeping funkcija za brisanje bačenih i privremenih datoteka nakon određenog vremenskog perioda.
Džek Volen, pišući za TechRepublic, pohvalio je promene i poboljšanja u odnosu na Loki izdanje. Džejson Evanželo, pišući za Forbes, nazvao je novo izdanje elegantnim, rekavši da "elementary OS 5.0 Juno, za sada, jednostavno radi. Izgleda prelepo radeći to". U recenziji LinuxInsider-a, recenzent je nazvao operativni sistem "vrlo solidnom Linux distribucijom" uprkos kritikama o manjku moćnijih funkcija.
Po merenju iz novembra 2018. Juno izdanje preuzeto je preko 160.000 puta gde je 1% ljudi platilo (pri čemu je 10$ najčešći iznos, a potom 1$).
U ažuriranju iz oktobra 2019. ugrađena je podrška za  pojednostavljajući instalaciju širokog izbora Flatpak aplikacija.

### 5.1
Razvoj elementary OS 5.1 Hera izdanja započeta je ukratko nakon objavljivanja elementary OS 5.0 Juno izdanja, uz osvrt na doterivanje korisničkog iskustva, poboljšavanja performansi i ugrađivanjem novih mogućnosti.
Programeri su počeli popravljanjem raznih bagova i nestabilnosti iz prethodne verzije. Veliki naglasak stavili su na poboljšavanju rada sistema i optimizaciji korišćenja resursa kako bi se celokupno iskustvo učinilo kvalitetnijim. 
Vizuelno su doterani desktop okruženje, Pantheon, i prateće aplikacije. Sama pravila za izradu aplikacija su sređena radi ujednačenja izgleda kroz ceo sistem. Prepravljeno je i nekoliko sistemskih ikonica i stilova.
I u Files (ranije poznat kao Nautilus) menadžeru datoteka su poboljšane performanse i interfejs je doteran. Uz to, i meni sa aplikacijama je prerađen, olakšavajući navigaciju.

### 6.0
6.0 objavljen je 10. avgusta 2021. pod kodnim imenom "". Novine u 6.0 izdanju: tamni režim, mogućnost promene akcentne boje, poboljšani centar za obaveštenja, podrška za onlajn IMAP i CalDav naloge (imejl i kalendar respektivno), korišćenje pokreta putem više dodira za kretanje kroz aplikacije i radne površine, potpuno novi instaler, menadžer firmver ažuriranja, itd.

### 6.1
6.1 objavljen je 20. decembra 2021. pod kodnim imenom "Jólnir".

#### Promena vlasništva
Nastali su finansijski problemi zbog malih primanja od preuzimanja za 6.0 i 6.1 izdanja. Nakon pravnih izazova između dva suosnivača, Cassidy James Blaede odlučio je da 100% akcija kompanije Elementary, Inc. proda Danielle Foré. Liz Kecso, finansijski direktor kompanije, otišao je iz nje tokom ovih problema.

### 7.0
7.0 Horusobjavljen je 31. januara 2023.  pod kodnim imenom "Horus". Zasnovan je na Ubuntu 22.04 LTS izdanju. Novine u ovom izdanju: ažuriran AppCenter, nove funkcije i podešavanja i promene u platformi za razvoj.

### Summary table
| Verzija | Kodno ime | Datum izdanja  | Osnova       |
| ------- | --------- | -------------- | ------------ |
| 0.1 Jupiter    | Jupiter   | 31. mart 2011. | Ubuntu 10.10 |